# Xanthophenax dorsiger
Xanthophenax dorsiger är en stekelart som först beskrevs av Brulle 1846.  Xanthophenax dorsiger ingår i släktet Xanthophenax och familjen brokparasitsteklar. Inga underarter finns listade i Catalogue of Life.